# 室周核
它位于下丘脑的吻侧、中间和尾部区域。喙区有助于生长抑素和甲状腺释放激素的产生。中间部分有助于甲状腺释放激素、生长抑素、瘦素、胃泌素和神经肽 y的产生。在人类和灵长类动物中，它还产生GnRH 。最后，尾部区域有助于交感神经系统调节，被视为愤怒中心。室周核没有有效的血脑屏障。 
11β-HSD2表达将皮质醇转化为可的松。 

## 在 LH 和 GnRH 释放中的作用
该核已被证明可以通过多种方式影响GnRH（促性腺激素释放激素）的释放。一种方式是神经肽 Y的表达，它对负责 GnRH 分泌的下丘脑通路有影响。 室周核也被证明有许多表达Kisspeptin的神经元，它会产生LH激增，最终导致 GnRH 的释放。 在雌性大鼠中，室周核细胞中雌激素受体β的表达较高，这被认为导致雄性和雌性的 LH 分泌水平不同。 

## 在 GH 释放中的作用
该区域已被证明有助于生长抑素的产生，研究表明释放生长抑素的神经元受到谷氨酸能神经支配的刺激，从而抑制生长激素的释放。 据认为，男性和女性之间室周核分泌的生长抑素水平存在差异，这被认为是生长激素分泌的性别二态性的原因。 也有人提出，瘦素分泌也在室周核释放 GH 中发挥作用，并且这种激素在 GH 释放途径中与生长抑素和生长激素释放激素(GHRH) 相互作用。 室周核神经元中瘦素受体的存在进一步支持了这一点。  GH 还可能通过增加下丘脑的细胞因子信号传导来抑制 GH 释放途径，从而对室周核提供调节反馈。 

## 也可以看看
- 前腹室周核